# المعهد الملكي في إسكتلندا
المعهد الملكي في إسكتلندا (بالغيلية الإسكتلندية: Conservatoire Rìoghail na h-Alba)، سابقا الأكاديمية الملكية الإسكتلندية للموسيقى والدراما، هو المعهد الموسيقي للرقص والدراما والموسيقى والإنتاج والسينما في وسط غلاسكو، إسكتلندا. وهو عضو في اتحاد مدارس الدراما.
تأسس في عام 1847، وأصبح أكثر مكان للفنون الأدائية ازدحامًا في إسكتلندا مع أكثر من 500 عرض عام كل عام. المدير الحالي هو عازف البيانو والملحن الأمريكي جيفري شاركي، والرئيس هو السير كاميرون ماكينتوش، والراعي هو الأمير تشارلز.